# ニュートンハムスター
ニュートンハムスター （学名：Mesocricetus newtoni）は、ゴールデンハムスターの仲間である。体高14〜18cm、体重80〜150g。ゴールデンハムスターに大きさ見た目ともよく似ている。別名、ルーマニアンハムスター。
ゴールデンハムスターとの違いは額から背中にかけて黒い線が入っていることである。

## 原生地
原生地はブルガリアやルーマニアである。しかし、現地の生息環境が減ったため個体数は減少し、現在は危急種に指定されている。